# Adelchi Baratono
Adelchi Baratono (Florencia, 8 de abril de 1875 - Génova, 28 de septiembre de 1947) fue un filósofo y político italiano. Fue uno de los mayores exponentes del Partido Socialista Italiano (PSI) durante el periodo de entreguerras.
Se inscribe en el PSI nada más fundarse y en 1910 consigue el puesto de concejal en Savona adhiriéndose al ala intransigente en contraposición con los reformistas. Entra en la dirección del partido en enero de 1920.
En 1922 abandona el PSI y entra en el Partido Socialista Unitario de Filippo Turati y Giacomo Matteotti y a partir de 1923 se convierte en colaborador de Critica sociale, revista de Turati. Todavía activo en 1926, Baratono colaboró con la revista Quarto Stato de Carlo Rosselli y Pietro Nenni. 
Con la subida al poder del fascismo, deja de lado su actividad política, dedicándose exclusivamente a la enseñanza universitaria y a los estudios filosóficos.
Retorna a la actividad política con la Liberación, colaborando con el periódico Avanti! que en aquella época era dirigido por Sandro Pertini.
- Datos: Q3605170
- Multimedia: Adelchi Baratono / Q3605170